# Atikameg
Atikameg est une localité de l’Alberta, au Canada.
Le nom de la localité vient un mot Creek signifiant « poisson blanc ».